# Regionalismo (arte)

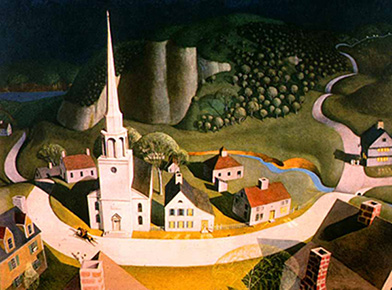
El paseo de Paul Revere, de Grant Wood, 1931; Museo Metropolitano de Arte, Nueva York.

El Regionalismo es un movimiento de arte moderno realista de los Estados Unidos que incluyó pinturas, murales, litografías e ilustraciones que representan escenas realistas de la América rural y de pueblos pequeños, principalmente del Medio Oeste y el Sur profundo. Surgió en la década de 1930 como respuesta a la Gran Depresión, y terminó en la década de 1940 debido al final de la Segunda Guerra Mundial y la falta de desarrollo dentro del movimiento. Llegó a su cima de popularidad entre 1930 y 1935, ya que fue muy apreciado por sus imágenes tranquilizadoras del corazón de Estados Unidos durante la Gran Depresión. A pesar de las principales diferencias estilísticas entre artistas específicos, el arte regionalista en general tenía un estilo relativamente conservador y tradicionalista que apelaba a las sensibilidades más populares de los Estados Unidos, mientras que se oponía estrictamente a la supuesta dominación del arte francés.

## Antecedentes
Antes de la Segunda Guerra Mundial, el concepto del arte moderno no estaba claramente definido en el contexto del arte de los Estados Unidos. También hubo una lucha para definir un tipo de arte exclusivamente estadounidense. En el camino para determinar qué arte americano sería, algunos artistas estadounidenses rechazaron las tendencias modernas que emanaban del Armory Show y las influencias europeas particularmente de la Escuela de París. Al rechazar los estilos abstractos europeos, los artistas de Estados Unidos optaron por adoptar el realismo académico, que representaba escenas americanas urbanas y rurales. Parcialmente debido a la Gran Depresión, el regionalismo se convirtió en uno de los movimientos de arte dominantes en el país en la década de 1930, siendo el otro el realismo social. En este momento, los Estados Unidos todavía era una nación muy agrícola, con una porción mucho más pequeña de su población viviendo en grandes ciudades industriales como Nueva York o Chicago.

## «American Scene Painting»
«American Scene Painting» es un término genérico para el regionalismo americano y el realismo social, también conocido como realismo urbano. Gran parte de American Scene Painting transmite un sentido de nacionalismo y romanticismo en las representaciones de la vida cotidiana de los Estados Unidos. Este sentido de nacionalismo se originó en el rechazo de los artistas a las tendencias del arte moderno después de la Primera Guerra Mundial y el Armory Show. Durante la década de 1930, estos artistas documentaron y representaron ciudades de los Estados Unidos, pueblos pequeños y paisajes rurales; algunos lo hicieron como una forma de volver a lo más simple lejos de la industrialización, mientras que otros buscaron hacer una declaración política y prestaron su arte a causas revolucionarias y radicales. Las obras que representan los temas locales y de pequeñas ciudades a menudo se denominan «regionalismo de Estados Unidos», y las que representan escenas urbanas, con conciencia política y social se llaman «realismo social».

## El triunvirato regionalista

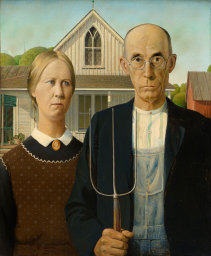
American Gothic, por Grant Wood, 1930, Art Institute of Chicago, Chicago, Illinois.

El regionalismo Americano es más conocido a través de su «Triunvirato Regionalista» que consiste en los tres artistas más respetados de la época de la Gran Depresión: Grant Wood, Thomas Hart Benton y John Steuart Curry. Los tres estudiaron arte en París, pero dedicaron sus vidas a crear una forma de arte basada en Estados Unidos. Creían que la solución a los problemas urbanos en la vida del país y la Gran Depresión era que volvieran a sus raíces agrícolas rurales.

### Grant Wood
Wood, de Anamosa, Iowa, es conocido mayormente por su pintura American Gothic. También escribió un panfleto notable titulado Rebelión contra la ciudad, publicado en Iowa City en 1935, en el que afirmaba que los artistas y compradores de arte de los Estados Unidos ya no buscaban la cultura parisina por temas y estilo. Wood escribió que los artistas regionales interpretan la fisiografía, la industria y la psicología de su ciudad natal, y que la competencia de estos elementos precedentes crea la cultura de Estados Unidos. Escribió que el señuelo de la ciudad había desaparecido, y esperaba que el arte del «pueblo completo» ampliamente difundido prevaleciera. Citó a Thomas Jefferson en su caracterización de las ciudades como «úlceras en el cuerpo político».

### Thomas Hart Benton

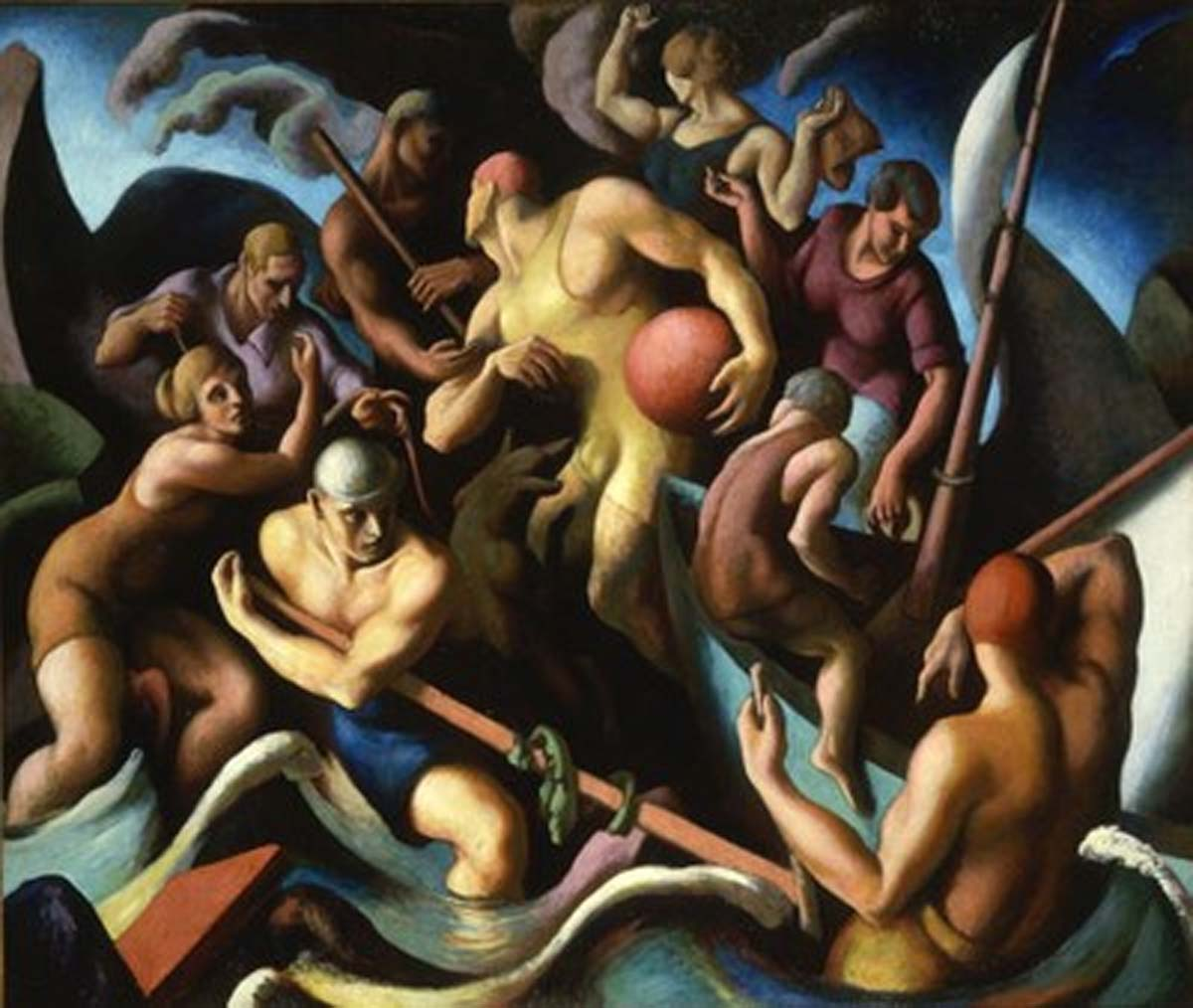
Gente de Chilmark (Figura Composición), por Thomas Hart Benton, 1920, Museo Hirshhorn y Jardín de Esculturas, Washington D. C..

Benton fue un pintor, ilustrador y litógrafo de Neosho, Misuri, que se hizo conocido por sus murales. Su tema se centró principalmente en la clase trabajadora estadounidense, a la vez que incorporaba la crítica social. Denunció enérgicamente el arte moderno europeo aunque era considerado como un pintor moderno y un abstracto. Cuando el regionalismo perdió su popularidad en Estados Unidos, Benton consiguió un trabajo como profesor en el Kansas City Art Institute, donde se convirtió en maestro y figura paterna para toda la vida de Jackson Pollock. Benton escribió dos autobiografías, la primera titulada An Artist in America, que describe sus viajes por los Estados Unidos, y su segunda, An American in Art, que describió su desarrollo técnico como artista. Además de pintor, era músico popular, que lanzó un disco titulado Saturday Night en Tom Benton's.

### John Steuart Curry
Curry, de Dunavant, Kansas, comenzó como ilustrador de historias del «Lejano Oeste», pero después de adquirir más capacitación, fue contratado para pintar murales para el Departamento de Justicia y el Departamento del Interior bajo el patrocinio Federal de las Artes en el New Deal. Tenía un estilo histriónico y anecdótico, y creía que el arte debería provenir de la vida cotidiana y que los artistas deberían pintar lo que quisieran. En su caso, pintó su querida casa en el Medio Oeste. Wood escribió sobre el estilo de Curry y su temática, afirmando que «fue la acción que más le gustaba interpretar: la embestida en el espacio, la fracción de segundo antes de la muerte, el momento suspendido antes de la tormenta».

## Arte moderno americano
Un debate sobre quién y qué definiría el arte de los Estados Unidos como Moderno comenzó con el Armory Show de 1913 en Nueva York entre la abstracción y el realismo. El debate luego evolucionó en la década de 1930 hacia los tres campos: regionalismo, realismo social y arte abstracto. En la década de 1940, el regionalismo y el realismo social se colocaron en el mismo lado del debate que American Scene Painting, dejando únicamente dos campos divididos geográfica y políticamente. American Scene Painting fue promovida por críticos conservadores y antimodernos como Thomas Craven, quien lo vio como una forma de derrotar a la influencia de la abstracción, llegada de Europa. Los pintores de American Scene vivían principalmente en áreas rurales y creaban obras que eran realistas y abordaban cuestiones sociales, económicas y políticas. Por otro lado fueron los artistas abstractos que vivían principalmente en la ciudad de Nueva York y fueron promovidos por los críticos pro-modernos, escritores y artistas como Alfred Stieglitz.

## Rechazo
Cuando terminó la Segunda Guerra Mundial, el regionalismo y el realismo social perdieron su estatus en el mundo del arte. El final de la Segunda Guerra Mundial marcó el comienzo de una nueva era de paz y prosperidad, y la Guerra Fría trajo un cambio en la percepción política de los estadounidenses y permitió a los críticos modernos ganar poder. El regionalismo y el realismo social también perdieron popularidad entre el público debido a la falta de desarrollo dentro del movimiento y a las estrechas restricciones del arte en la temática agraria. En último término, esto llevó el expresionismo abstracto a ganar el título de arte moderno de los Estados Unidos y convertirse en el nuevo movimiento artístico prominente y popular.

## Importancia
El regionalismo limitó la extensión del arte abstracto en la Costa Este, lo que permitió al arte de los Estados Unidos ganar confianza en sí mismo en lugar de confiar en los estilos europeos. Con el arte americano plenamente establecido, el regionalismo pudo cerrar la brecha entre el arte abstracto y el realismo académico de manera similar a como los impresionistas cerraron una brecha para los postimpresionistas en la generación francesa anterior. Aunque el regionalismo se desarrolló con la intención de reemplazar la abstracción europea con el auténtico realismo de los Estados Unidos, se convirtió en el puente del expresionismo abstracto del país, dirigido por el alumno de Benton, Jackson Pollock. El poder de Pollock como artista se debió principalmente al aliento y la influencia de Thomas Hart Benton.

## Influencia

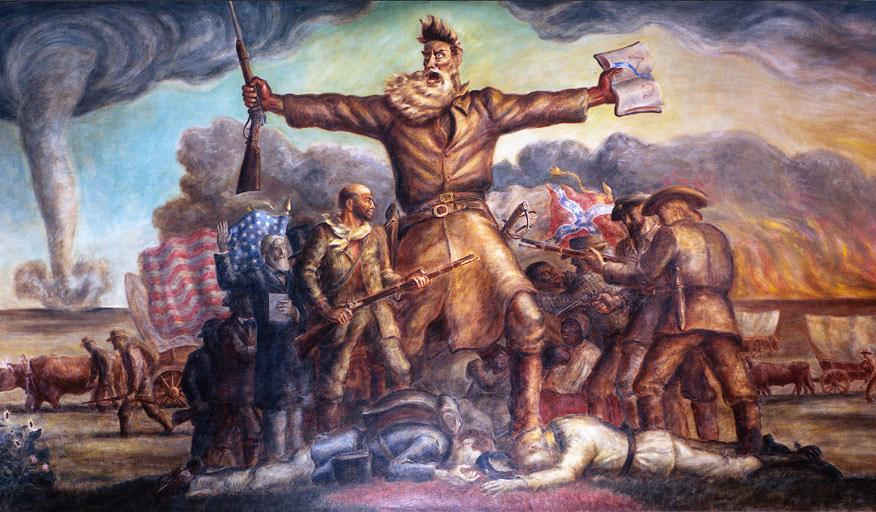
Preludio trágico, por John Steuart Curry, 1938-1940, Capitolio de Kansas, Topeka.

Norman Rockwell y Andrew Wyeth fueron los principales sucesores del realismo natural del regionalismo. Rockwell se hizo muy popular con sus ilustraciones en revistas de familias en su entorno cotidiano. Wyeth, por otra parte, pintó Christina's World, que compitió con la obra de Wood, American Gothic por el título de pintura favorita de Estados Unidos.
El regionalismo ha tenido una influencia fuerte y duradera en la cultura popular Le dio a Estados Unidos algunas de sus piezas de arte más emblemáticas y que simbolizan el país. Las imágenes de tipo regionalista influyeron en muchos ilustradores de libros infantiles estadounidenses, como Holling Clancy Holling, y aún aparecen en anuncios, películas y novelas. Las obras como American Gothic se suelen parodiar por todo el mundo. También el mural de John Steuart Curry, Tragic Prelude, que está pintado en una pared del Capitolio de Kansas, apareció en la portada del álbum debut de la banda de rock progresivo Kansas.

## Pinturas notables
- American Gothic pintado por Grant Wood en 1930, en exposición en el Instituto de Arte de Chicago. Se inspiró en una casa de campo estilo rural gótico en Eldon (Iowa), y el autor utilizó su dentista y su hermana como modelos para los personajes.[14]
- America Today, el mural más notable de Thomas Hart Benton pintado el 1930-1931 para la Nueva Escuela de Investigación Social de Nueva York. Este mural de diez paneles representa la vida rural y urbana de la década de 1920, a la vez que alude a las relaciones raciales, los valores sociales y la angustia económica que se acercaba durante la Gran Depresión. Se encuentra en exposición del Museo Metropolitano de Arte en la ciudad de Nueva York.[15]
- The Social History of the State of Misuri, un mural de 13 paneles pintado por Thomas Hart Benton en 1936 que prescribe la historia de Misuri y la actividad y el progreso de las ciudades de Misuri, a la vez que aborda cuestiones raciales. Está expuesto en el Capitolio de Misuri en Jefferson City.[16]
- El Progreso Cultural e Industrial de Indiana, un mural de dos series de Thomas Hart Benton pintado en 1933 para la Feria Mundial de Chicago de 1933, y en exposición en el Museo de Arte de la Universidad de Indiana en Bloomington (Indiana )[17]
- Hogs Killing a Rattlesnake pintado por John Steuart Curry en 1930, en exposición en el Instituto de Arte de Chicago.[10]
- Tornado over Kansas pintado por John Steuart Curry en 1929, al Muskegon Museum of Art en Muskegon , Míchigan.[18]
- Preludio trágico de John Steuart Curry, pintado el 1938-1940, en el Capitolio de Kansas en Topeka .[13][19]
- El bautismo en Kansas , pintado en 1928 por John Steuart Curry, atrajo a los televidentes urbanos de la costa porque capturó los primeros años de los Estados Unidos. Ahora está en exposición en el Museo Whitney de Arte Estadounidense en la ciudad de Nueva York .[8][9]